# 가와구치 노부오
가와구치 노부오(일본어: 川口 信男, 1975년 4월 10일 ~ )는 일본의 전 축구 선수이다.

## 구단 경력
과거 주빌로 이와타, FC 도쿄에서 활동하였다.